# Cochranella orejuela
Cochranella orejuela és una espècie de granota que viu a Colòmbia. Està amenaçada d'extinció per la pèrdua del seu hàbitat natural.